# إليزابيث كيل
إليزابيث كيل (بالإنجليزية: Elizabeth Kell)‏ هي مجدفة أسترالية، ولدت في 9 يوليو 1983 في سيدني في أستراليا.

## وصلات خارجية
- إليزابيث كيل على موقع الاتحاد الدولي للتجديف (الإنجليزية)
- إليزابيث كيل على موقع اللجنة الأولمبية الدولية (الإنجليزية)
- إليزابيث كيل على موقع أوليمبيديا (الإنجليزية)
- إليزابيث كيل على موقع اللجنة الأولمبية الأسترالية (الإنجليزية)